# تمريض الأورام

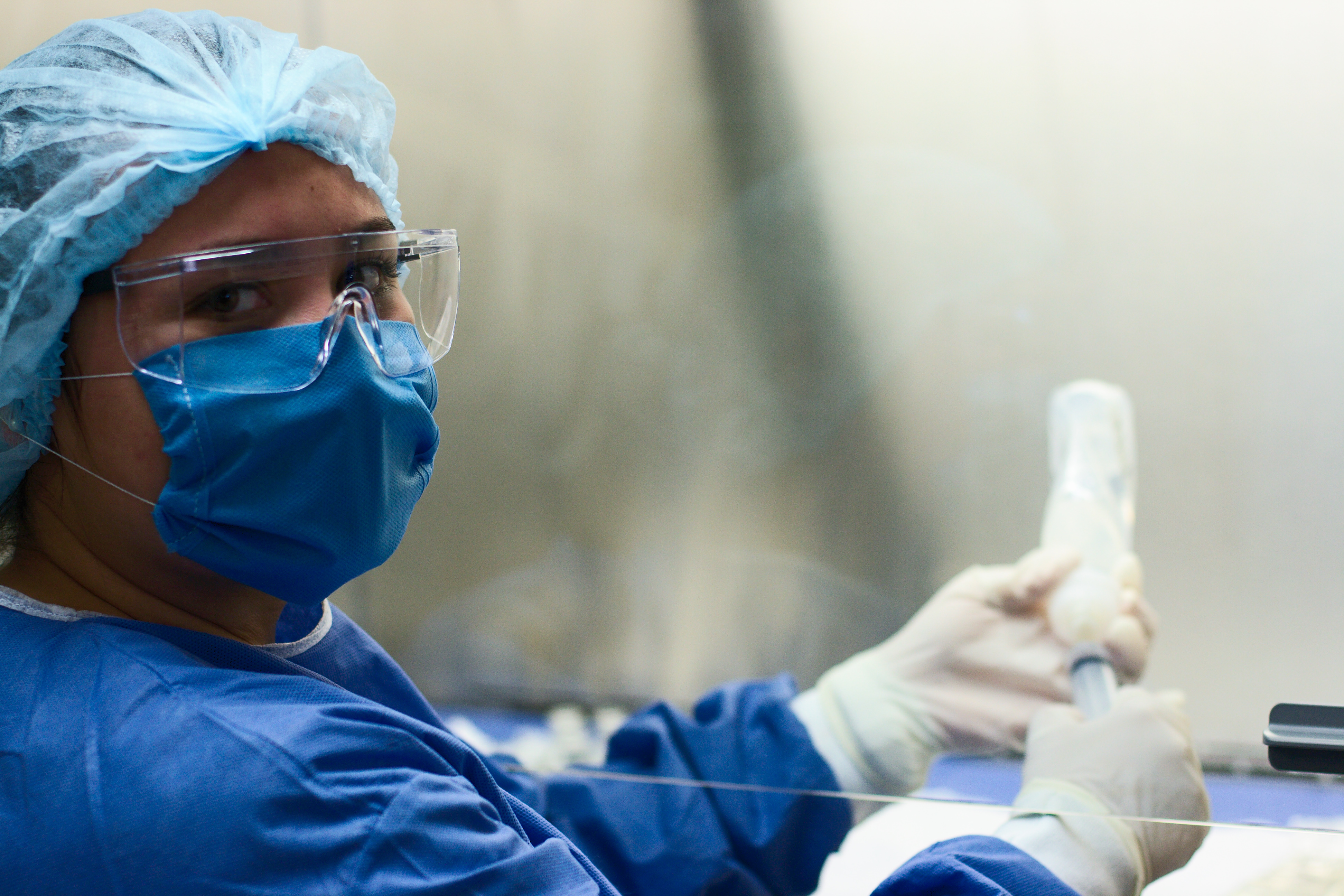

ممرضة الأورام هي ممرضة متخصصة تهتم بمرضى السرطان. هذه الممرضات تتطلب شهادات متقدمة وخبرات سريرية في علم الأورام أكثر مما يوفره برنامج التمريض البكالوريوس النموذجي. يمكن تعريف الرعاية التمريضية للأورام بأنها تلبي الاحتياجات المختلفة لمرضى الأورام خلال فترة مرضهم بما في ذلك الفحص المناسب والممارسات الوقائية الأخرى، علاج الأعراض، والعناية بالاحتفاظ بأكبر قدر ممكن من الأداء الطبيعي، وتدابير داعمة عند نهاية الحياة.

## الشهادة في الولايات المتحدة
تقدم شركة شهادة ممرضة الأورام (ONCC) العديد من الخيارات المختلفة للحصول على شهادة المجلس في علاج الأورام. الشهادة هي عملية تطوعية وتتاكد أن الممرضة لديها مؤهلات مناسبة ومعرفة في مجال تخصصي وحافظ على مستواه في تعليم.
يوفر ONCC ثمانية خيارات لإصدار الشهادات:
- الأساسية:

- OCN: ممرضة أورام معتمدة
- CPON: شهادة ممرضة طب أورام الأطفال
- CPHON: شهادة ممرضة طب أورام أمراض الأطفال
- تخصص:

- BMTCN: ممرض بالدم وزرع نخاع ممرض معتمد
- CBCN: ممرضة معتمدة للثدي
- المتقدمة:

- AOCN: ممرضة متقدمة في علم الأورام
- AOCNP: ممارس تمريضي معتمد في علم الأورام المتقدم
- AOCNS:  أخصائي متخصّص في علم الاورام
يتم منح الشهادة لمدة أربع سنوات، وبعد ذلك يجب تجديدها من خلال إجراء اختبار إعادة إثبات الاعتماد أو من خلال كسب عدد معين من ائتمانات التعليم المستمر.
للحصول على شهادة، يجب أن يكون لدى الممرضات رخصة التمريض، وتلبية معايير الأهلية المحددة لتجربة التمريض والممارسة التخصصية، ويجب اجتياز اختبار الاختيار من متعدد.
للحصول على شهادات AOCNP و AOCNS المتقدمة، يجب أن يكون لدى الممرضة درجة الماجستير أو أعلى في التمريض و 500 ساعة على الأقل من الممارسة السريرية تحت إشراف تمريض الأورام. تتطلب شهادة AOCNP أيضًا إتمام برنامج ممارس معتمد معتمد بنجاح.

## تمريض الأورام بالمغرب

### الطلب
الطلب على الممرضات الأورام ضخم في المغرب. تشير إحصائيات وزارة الصحة المغربية إلى أن عدد الوفيات من الأورام الخبيثة يتصاعد إلى 17 ألفًا في السنة. ويعتقد أن عدد مرضى السرطان ثلاثة أضعاف عدد الوفيات السنوية. توقعت دراسة حديثة للمعهد الأوروبي لعلوم الصحة (Institut Européen des Sciences de la Santé) أن الحاجة إلى ممرضات الأورام في عام 2025 تقدر بنحو 5 آلاف ممرضة.  ومع ذلك، فإن عدد ممرضات الأورام المؤهلات في البلاد يساوي لا شيء. والسبب الواضح هو عدم وجود برنامج تعليمي رسمي في التمريض الأورام.

### تدريب تمريض الأورام بالمغرب
حاليا لا يوجد سوى برنامج تعليمي واحد في التمريض الأورام التي يتم تقديمها من قبل المعهد الأوروبي للعلوم الصحية. وقد تمت الموافقة عليها من قبل وزارة التعليم العالي وكذلك وزارة الصحة في عام 2014. مدة برنامج بكالوريوس العلوم هذا في التمريض الأورام هو 3 سنوات ويشمل مجموع 6 آلاف ساعة، أي ما يعادل 120 ساعة معتمدة في الفصل النظام التعليمي في الولايات المتحدة و 180 ECTS في النظام الأوروبي. يجتذب البرنامج عددًا كبيرًا من الطلاب من الدول الأفريقية.

### متطلبات التصديق في المغرب
في المغرب، لا يوجد نظام للتصديق على ممرضات الأورام. ومع ذلك، يمكن لخريجي برنامج التمريض الأورام التابع للمعهد الأوروبي لعلوم الصحة إعداد امتحانات الشهادات في الخارج، خاصة في الدول الأوروبية.

## الأدوار
الممرضات الأورام، مثل أي ممرضة مسجلة لديها مجموعة كبيرة ومتنوعة من الإعدادات التي يمكن أن تعمل بها. يمكن لممرضات الأورام العمل في أماكن للمرضى الداخليين مثل المستشفيات، وإطار العيادات الخارجية، في خدمات المسنين، أو في مكاتب الأطباء. هناك مجموعة متنوعة من التخصصات مثل الإشعاع، والجراحة، وطب الأطفال، أو الجهاز التناسلي للمرأة. تقدمت الممرضات الأورام معرفة تقييم وضع العميل ومن هذا التقييم سيساعد الفريق الطبي متعدد التخصصات لوضع خطة العلاج.

### التعليم
كما يجب على الممرض تثقيف المريض حول حالتهم وآثاره الجانبية وخطة العلاج الخاصة به وكيفية الوقاية من المضاعفات المحتملة. يجب أن يتم هذا التعليم بشكل فعال في جميع مراحل علاج المرض، وفقا لأسلوب التدريس الذي يناسب المريض على وجه الخصوص.  وفقا لمعايير التمريض الأورام، يجب على المريض أو مقدمي الرعاية للمريض فهم حالة المرض والعلاج المستخدم على مستوى تعليمهم، وفهم جدول العلاج، وعندما يتم استخدامه، المشاركة في القرارات المتعلقة بالرعاية الخاصة بهم، وتدخلات الدولة للتأثيرات الجانبية الخطيرة ومضاعفات المرض والرعاية.

### العلاج
يجب أن تكون الممرضات قادرة على إدارة العديد من الآثار الجانبية المرتبطة بالسرطان والعلاج. يجب أن يكون لدى الممرضات معرفة واسعة بتدخلات التمريض الدوائية وغير الدوائية، وعندما تكون مناسبة للاستخدام.